# Elgar Baeza
Elgar Baeza (Montevideo, 8 novembre 1939 – 8 settembre 2020) è stato un calciatore uruguaiano, di ruolo difensore.

## Carriera

### Club
Giocò tutta la carriera nel campionato uruguaiano.

### Nazionale
Con la maglia della Nazionale fu protagonista nel Campeonato sudamericano del 1967, che annovera nel proprio palmarès.

## Palmarès

### Nazionale
- Campeonato Sudamericano de Football: 1

Uruguay 1967